# زبان عمونی
عمونی زبان کنعانی منقرض‌شده مردم عمون بود که در اردن امروزی زندگی می‌کردند. این زبان در کنار زبان‌های موابی و ادومی و همچنین عبری و فنیقی به زنجیره گویشی گروه کنعانی زبان‌های سامی شمال‌غربی تعلق داشتند.